# 北海道中央バス余市営業所
北海道中央バス余市営業所（ほっかいどうちゅうおうバスよいちえいぎょうしょ）は、北海道中央バス（中央バス）が北海道余市郡余市町梅川町775に設置する、バス事業部（旧・小樽事業部）に属する営業所である。

## 歴史
1943年（昭和18年）3月1日の北海道における旅客自動車運輸事業統合要綱（いわゆる戦時統合）による北海道中央乗合発足時は余市郡赤井川村に赤井川営業所が設置されたが、1948年（昭和23年）5月1日に余市町大川町に移転し余市営業所に改称されている。余市町内では4度移転を繰り返し、1974年（昭和49年）12月17日には富沢車庫内に、1977年（昭和52年）8月25日には梅川町に、1983年（昭和58年）9月には大川町の余市ターミナル内に移転。1993年（平成5年）12月1日に現在地の梅川車庫内に移転している。

## 現行路線
主に余市町に乗り入れる路線を担当する。下記の他、他営業所が主担当の路線を運行する場合や、下記路線を他営業所が運行する場合がある。
2023年（令和5年）10月1日現在

### 一般路線バス

#### 余市循環線
- パターン1：余市紅志高校 - 水産試験場 - 余市役場前 - 余市宇宙記念館前 - 余市駅前 - 大川十字街 - 余市協会病院 - 大川十字街 - 余市駅前
- パターン2：余市駅前 - 大川十字街 - 余市協会病院 - 大川十字街 - 余市駅前
- パターン3：余市駅前 - 大川十字街 - 余市協会病院 - 大川十字街 - 余市駅前 - 余市宇宙記念館前 - 余市役場前 - 水産試験場 - 余市紅志高校

#### 余市線
- 18：小樽駅前（小樽ターミナル） - 長橋十字街 - おたもい営業所 - 塩谷1丁目 - 塩谷 - 忍路 - 蘭島 - フゴッペ洞窟前 - 旭中学校 - 大川十字街 - 余市駅前十字街 - 余市宇宙記念館前 - 余市役場前 - 水産試験場 - 余市梅川車庫

#### 積丹線
- 20：小樽駅前（小樽ターミナル） - 長橋5丁目 - 塩谷 - （18と同経路） - 余市梅川車庫 - 沖町 - 古平役場前 - 古平新地町 - 美国

### 都市間高速バス
札幌市より札樽自動車道・小樽市を経由し余市町・古平町・積丹町を結ぶ都市間高速バス路線の詳細は、札樽線 (北海道中央バス)を参照。
高速よいち号
- 札幌駅前 - 余市梅川車庫

高速しゃこたん号
- 札幌駅前 - 美国

## 廃止路線
旧・美国営業所担当路線を含む。
余市協会病院線
- 余市協会病院 - 西黒川 - 大川十字街 - 余市駅前 - 余市駅前十字街 - 余市宇宙記念館前 - 余市役場前 - 水産試験場 - 余市梅川車庫
  - 2022年（令和4年）4月廃止。

銀山線
- 余市駅前 - 中の川橋 - 仁木郵便局 - 仁木役場前 - 然別 - 大江農協 - 銀山駅下 - 尾根内 - 除雪センター - 赤井川
  - 2016年（平成28年）度より余市町 - 仁木町間にてデマンドバス試験運行を数回に分けて行い（当該期間、中央バス銀山線は全区間休止）[5]、2018年（平成30年）10月1日廃止。余市協会病院・余市駅前 - 尾根内間にて仁木町が予約制バス「ニキバス」を運行[6]。

積丹線（丸山経由）
- 21：小樽駅前 - 塩谷 - 蘭島 - 余市駅前 - 余市梅川車庫 - 古平役場前 - 美国 - 丸山 - 積丹野塚 - 積丹余別

積丹線（入舸経由）
- 21：小樽駅前 - 塩谷 - 蘭島 - 余市駅前 - 余市梅川車庫 - 古平役場前 - 美国 - 登山口 - 積丹幌武意 - 島武意海岸入口 - 積丹入舸 - 積丹野塚 - 岬の湯しゃこたん - 積丹浜中 - 積丹ユースホステル - 積丹余別（ - 積丹神威岬：夏期のみ）
  - 2023年（令和5年）10月廃止。中央バスから利用客減少等により2021年（令和3年）4月以降段階的に減便し、2023年（令和5年）4月より全便小樽 - 美国間の運行とし美国 - 積丹余別間を廃止したい旨の提案があったことが明らかになっている[7]。

余市港町線
- 余市駅前 - 余市役場前 - 浜中町 - 港町
  - 1985年（昭和60年）4月廃止。

稲倉石線
- 古平新地町 - 古平役場前 - 出戸の沢 - 堤の沢 - 桜台 - 稲倉石
  - 1956年（昭和31年）10月25日免許。[8]。1982年（昭和57年）12月1日に堤の沢 - 稲倉石間廃止[9]。1988年（昭和63年）4月1日全線廃止[10]。

大江鉱山線
- 余市ターミナル - 余市駅前 - 仁木役場前 - 然別 - 鉱山社宅 - 大江鉱山
  - 1984年（昭和59年）10月1日に鉱山社宅 - 大江鉱山間廃止[9]、1991年（平成3年）12月1日全線廃止[11]。

登線
- 余市ターミナル - 余市駅前 - 余市協会病院 - 小登 - 登小学校 - 大登

豊丘線
- 余市ターミナル - 余市駅前 - 余市役場前 - 余市高校 - 稔中央
  - 2020年（令和2年）12月1日現在、（東大浜中→大川十字街→）余市駅前 - 余市役場前 - 余市紅志高校（旧・余市高校）間にてスクールバス「余市紅志高校線」として運行[12][13]。

赤井川線
- 余市駅前 - 中の川橋 - 切通 - モンガク - 冷水峠 - 峠下 - 赤井川 - 除雪センター - 都 - 道の駅あかいがわ - 落合 - 常盤
  - 2022年（令和四年）3月3日に廃止が発表され同年の3月31日に全線廃止となった[12]

## 関連事業所
余市案内所
- 余市郡余市町黒川町5丁目
  - 余市町大川町4丁目66-2に余市営業所余市ターミナルを設置し各路線が発着していたほか窓口営業を行っていた[14]。2000年（平成12年）4月1日付で廃止となり同日より余市駅エルプラザ内に設置された。

美国案内所
- 積丹郡積丹町美国町船澗59
  - 1944年（昭和19年）11月1日に古平町に古平営業所を開設。1946年（昭和21年）4月1日に積丹営業所に改称されたが、1957年（昭和32年）10月5日に古平営業所に戻されている。1962年（昭和37年）12月21日に美国出張所が設置され、1968年（昭和43年）12月5日古平営業所を美国に移転する形で美国出張所と統合し美国営業所に改称された。1977年（昭和52年）10月21日に余市営業所に統合され余市営業所美国ターミナルとなった[15]。1995年（平成7年）12月1日より施設は美国案内所に、停留所名は美国に改称されている。構内には美国車庫が設けられている。

赤井川車庫（廃止）
- 余市郡赤井川村赤井川83[16]

余別車庫（廃止）
- 積丹郡積丹町余別29[17]